# Montagna di Vernà

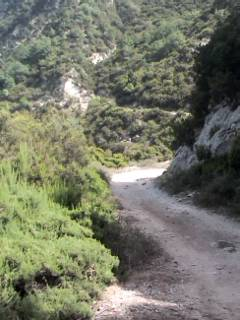
la Dorsale dei Peloritani che costeggia Pizzo di Vernà

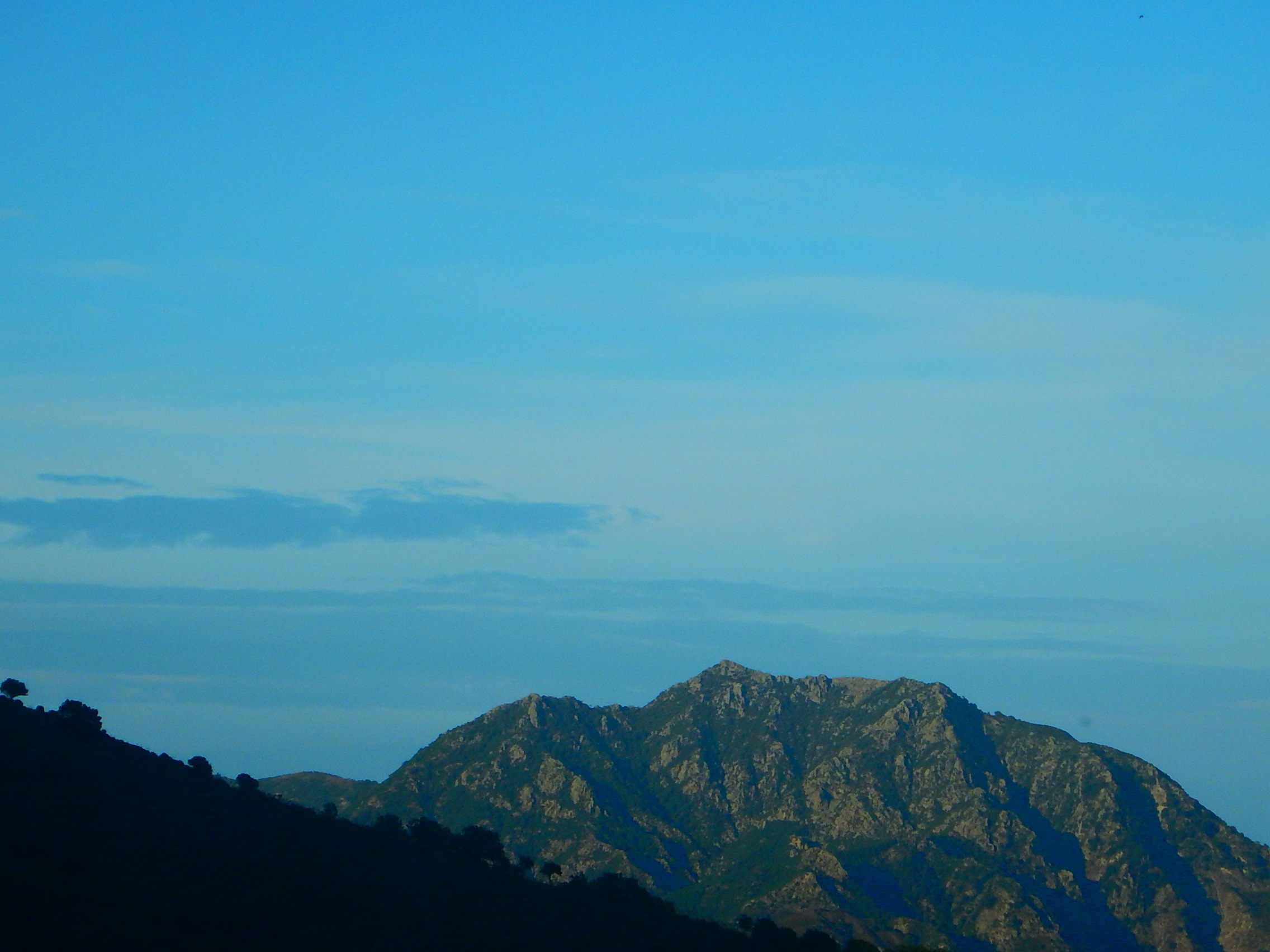
Pizzo di Vernà splende di pomeriggio dal versante di Fondachelli Fantina

La montagna di Vernà, chiamata anche Pizzo di Vernà, Pizzo Polo, Muntagna i Po, (1287 m s.l.m.) è una montagna dei Monti Peloritani, nella città metropolitana di Messina.

## Caratteristiche
Situata nella parte occidentale dei Monti Peloritani; si adagia sui territori di Antillo, Casalvecchio Siculo e Fondachelli Fantina, è meta di escursioni sia per la sua caratteristica vegetazione mediterranea, sia perché dalla sua cima è possibile godere di un panorama che comprende la costa ionica, la costa tirrenica, l'Etna e la Rocca di Salvatesta. Dal versante di Fondachelli-Fantina quando nelle ore pomeridiane viene impattata dai raggi del sole, la montagna di Vernà splende. La sua base si raggiunge tramite un'antica stradina che la percorre per intero, tratto della Dorsale peloritana. È sito d'importanza comunitaria.